# Каргалы
Каргалинский горнометаллургический центр — древнейший и крупнейший горно-металлургический центр в Северной Евразии, расположенный в 50-140 км севернее Оренбурга. Он представляет собой обширное меднорудное поле с многочисленными меднорудными линзами и гнездами малахита и азурита в качестве основных медных минералов; вторичные и первичные сульфиды меди очень редки. Общая площадь медного оруденения: ~ 500 км². На этой площади намечены 11 крупных и 11 более мелких участков скоплений богатых проявлений медных руд (общая площадь скоплений ~ 140 км²). Зафиксированы до 35 тыс. следов поверхностных выработок — шахт, штолен, карьеров. Суммарная оценка перемещенной горной породы может превышать 250 млн тонн. Извлечено до 10 млн тонн медной руды, из которой выплавлено примерно 200—250 тыс. тонн меди. До половины этого производства может быть датировано бронзовым веком. Исследованиями древнего металлургического центра в Каргалах многие годы руководил Евгений Черных.

## Бронзовый век
Первое открытие Каргалов произошло в раннем бронзовом веке (конец IV тыс. до н. э.), когда горняками ямно-полтавкинской (древнеямной) археологической общности были добыты медные минералы. Горнометаллургические очаги этого времени входили в систему Циркумпонтийской металлургической провинции. С XXVI/XXV по XIX/XVIII вв. до н. э. наблюдался перерыв в эксплуатации меднорудных богатств Каргалинского центра. Апогей древней эксплуатации приходится на поздний бронзовый век (XVIII—XIV вв. до н. э.), когда горняками и металлургами срубной археологической общности были освоены наиболее значительные и богатые участки залежей медных руд. Горнометаллургические очаги этого времени входили в систему Евразийской металлургической провинции. Однако в последней трети II тыс. до н. э. по неясной причине на Каргалах вновь полностью прекращается горно-металлургическая деятельность. После ухода кланов профессиональных горняков и металлургов на 3 тысячи лет наступает долгое забвение Каргалов.

## Послепетровское время
Их третье открытие относится к 1740-м годам, когда российский промышленник И. Б. Твердышев очень быстро наладил здесь активную добычу руд по следам «чудских» и «ордынских» разработок бронзового века. Каргалы стали в XVIII-XIX вв. одним из важнейших горнорудных центров России. К середине 18 столетия из добытой здесь руды выплавлялось от 1/5 до 1/4 всей полученной на заводах Российской империи меди. Однако к рубежу XIX и XX веков наблюдается упадок и фактически полный отказ от эксплуатации каргалинских рудников.

## Археология
Археологическое открытие и исследование Каргалов произошло в 1989—2002 годах и связано с именем выдающегося московского археолога и историка металла Е. Н. Черных. В эти годы удалось выявить более двух десятков позднебронзовых селищ горняков и металлургов; четыре курганных могильника с разновременными погребениями раннего и позднего бронзовых веков, а также сарматской эпохи (ранний железный век). Важнейшим объектом археологических исследований явилось поселение срубной археологической общности Горный. На нем открыт целый ряд совершенно необычных жилых и производственных сооружений: малые жилища-норы (ранняя фаза) и крупные комплексы (поздняя фаза) представленные жилыми помещениями, плавильными и рудными дворами. Поразительно высокой оказалась концентрация археологических материалов в культурном слое поселка. Примерно с одной тысячи метров исследованной площади удалось получить более 120 тысяч обломков керамической посуды, четыре тысячи образцов меди (обломки изделий, сплески, капли), около 200 обломков и целых матриц каменных литейных форм, почти полторы тысячи как целых, так и фрагментов каменных молотов и молотков, а также иного инвентаря. Особое впечатление производит «гора» из более чем 2,5 миллионов костей домашних (в основном, жертвенных) животных, которые шли в обмен на каргалинскую руду и металл. Зона распространения каргалинского металла охватывала во 2-м тыс. до н. э. до миллиона км², достигая бассейнов Дона и даже Нижнего Днепра.
С начала 1990-х годов по 2003 год на территории Каргалинских рудников осуществлялись археологические раскопки тремя экспедициями (ИА РАН, ИС УрО РАН, ОГПИ), при участии зарубежных исследователей. При этом, в ходе археологических раскопок, изучено лишь 0,2 % площади наземных и подземных разработок, жилищ, некрополей древних горняков-металлургов. Институтом степи УрО РАН осуществляется мониторинг объектов историко-культурного и природного наследия Каргалинского рудного поля. Дважды на Каргалах проводились Международные научные симпозиумы.

## Памятник исторического и культурного наследия
Правовым основанием отнесения «Каргалинских медных рудников» к памятникам исторического и культурного наследия федерального значения является Указ Президента РФ от 20.02.1995 г. № 176 «Об утверждении Перечня объектов исторического и культурного наследия федерального (общероссийского) значения», где в Разделе II: «Памятники археологии» «Перечня объектов исторического и культурного наследия федерального (общероссийского) значения», объект обозначен как «Остатки древнего горно-металлургического производства «Каргалинские медные рудники», III-II тыс. до н.э., XVIII-XX вв. н.э.», место расположения – «Оренбургская область, Александровский и Октябрьский районы, долины р. Каргалки и р. Янгиза.»
На объект культурного наследия имеется Паспорт памятника истории и культуры СССР «Каргалинские медные рудники» от 15.10.1991 г. На отдельных участках Каргалинских рудников на севере и в центре рудного поля выявлены эталонные памятники природного наследия (ландшафтно-геологические, геолого-геоморфологические, геолого-горнотехнические), в Александровском районе («Кармалинские рудники», «Андреевские рудники»), в Октябрьском районе («Мясниковский меднорудный яр», «Старо-Ордынский рудник», «Старо-Ордынский овраг»), включенные в «Перечень памятников природы», утверждённый распоряжением Администрации Оренбургской области № 505-р от 21.05.1998 г. «О памятниках природы Оренбургской области». Правовые нормы в отношении вышеуказанных объектов регламентированы Законом Оренбургской области «Об особо охраняемых природных территориях Оренбургской области» от 07.12.1999 г. № 394/82-ОЗ (Геологические Glossary Link памятники природы Оренбургской области / Чибилев А.А., Мусихин Г.Д., Петрищев В.П., Павлейчик В.Н. Сивохип Ж.П. – Оренбург: Оренбургское книжное издательство, 2000, с. 390 – 393; Природное наследие Оренбургской области: особо охраняемые природные территории / Чибилев А.А. и др. – Оренбург: УрО РАН, Печатный Дом «Димур», 2009, с. 66, 68-69, 180, 182-183).

### Попытки возобновления добычи и современные угрозы культурному наследию
15.02.2011 приказом Управления по недропользованию по Оренбургской области (Оренбургнедра) №018-пр «Об утверждении итогов аукциона на право пользования недрами с целью геологического изучения, разведки и добычи медных руд на Максимовской площади» Каргалинских рудников победителем аукциона на право пользования недрами Максимовской площади Каргалинских медных рудников признано ОАО Гайский горно-обогатительный комбинат. Максимовская площадь выставлена на аукцион Управлением по недропользованию Оренбургской области 18.08.2010 г. (приказ №091) по согласованию с Управлением Росприродназора по Оренбургской области (письмо №АЖ-04-05/836 от 21.04.2009 г.) (лицензия ОРБ02457ТР аннулирована 9 сентября 2013 года).
Отвод Максимовской площади приведет к уничтожению 8 наиболее ценных участков Каргалинских рудников из 11 выявленных, паспортизованных и состоящих на учете. Разрушение наземной и подземной части Каргалинских древних рудников, если оно произойдет в результате разработок Максимовской площади в Оренбургской области, признанных нерентабельными еще в начале XX в., его середине и конце, станет, пожалуй, наиболее известным по своей бессмысленности и вандализму актом Новейшего времени после разрушения талибами буддийских святынь в Афганистане. При выставлении Максимовской площади на аукцион не учтено наличие 5 геологических памятников природы на территории отвода (площадь 754,4 га),никакой «необходимости проведения до начала полевых работ, за счет собственных средств Владельца лицензии историко-культурной экспертизы Лицензионного участка», заявленной Управлением Оренбургнедра в пункте 5 «Основных требований к условиям пользованием недрами Максимовской площади», не требовалось, т.к. сам Указ Президента РФ явился итогом длительного пути согласований и экспертиз и никакая новая экспертиза не способна отменить действие Указа Президента РФ. В данном случае, Управлению Оренбургнедра по согласованию с уполномоченными федеральными и региональными службами следовало сначала инициировать отмену федеральных и местных нормативных актов, регламентирующих охрану объектов историко-культурного и природного наследия, включая Указ Президента РФ, а затем уже выставлять площадь на аукцион.
Наиболее рациональной формой использования природных и историко-культурных богатств является организация природного и ландшафтно-археологического заповедника или национального парка. В соответствии со «Схемой территориального планирования Оренбургской области», разработанной ФГУП РоссНИПИ Урбанистики по поручению Министерства регионального развития РФ (СПб, 2009), в 2008-2010 гг. осуществлялся «мониторинг зон охраны объектов археологического наследия федерального значения Каргалинские медные рудники», а на 2008-2015 гг. в разделе 3.2.8. «Предложения в сфере туризма и рекреации» запланированы «Мероприятия территориального планирования и капитального строительства» на «развитие природного парка Каргалинские рудники»...
Горный отвод Максимовской площади (434 кв. км) полностью соответствует территории объекта культурного наследия федерального значения «Каргалинские медные рудники» (500 кв. км), отнесенного Указом президента РФ от 20.02.1995 г. к «Перечню объектов исторического и культурного наследия федерального (общероссийского) значения». Изучение объектов историко-культурного и природного наследия Каргалов связано с именами выдающихся российских учёных П. И. Рычкова, П. С. Палласа, Э. Эверсмана, Р. И. Мурчисона, И. А. Ефремова, Е. Н. Черных и др.
Сегодня Каргалинский древний ГМЦ является наиболее известным в мире ландшафтно-археологическим горно-техническим комплексом. Любые разработки меди и других полезных ископаемых в следу древних разработок могут привести к утрате огромного пласта историко-культурного и природного наследия, принадлежащего всему человечеству.